# کرت کاشنر
کرت کاشنر (آلمانی: Kurt Kasznar؛ ۱۲ اوت ۱۹۱۳ – ۶ اوت ۱۹۷۹) بازیگر و نویسنده یهودی‌تبار اهل ایالات متحده آمریکا بود. وی بین سال‌های ۱۹۲۴ تا ۱۹۷۸ میلادی فعالیت می‌کرد.
وی در دوران جنگ جهانی دوم سرباز ارتش آمریکا بود و کارش در آنجا عکاسی بود و جزءِ نخستین کسانی بود از ویرانه‌های بمباران اتمی هیروشیما و ناگازاکی عکس گرفت.
از فیلم‌ها یا برنامه‌های تلویزیونی که وی در آن نقش داشته است، می‌توان به ۵۵ روز در پکن، کازینو رویال، افسانه گمشده، آخرین باری که پاریس را دیدم، دره پادشاهان، سرزمین غول‌پیکران، وداع با اسلحه، لیلی، خواهر من آیلین و سمبررو اشاره کرد.